# Cymopterus duchesnensis
Cymopterus duchesnensis är en flockblommig växtart som beskrevs av Marcus Eugene Jones. Cymopterus duchesnensis ingår i släktet Cymopterus och familjen flockblommiga växter. Inga underarter finns listade i Catalogue of Life.